# Welch (Oklahoma)
Welch es un pueblo ubicado en el condado de Craig, en el estado estadounidense de Oklahoma. En el año 2010 tenía una población de 	619 habitantes y una densidad poblacional de 515,83 personas por km².

## Geografía
Welch se encuentra ubicado en las coordenadas 36°52′29″N 95°5′38″O / 36.87472, -95.09389 (36.874605, -95.093805).

## Demografía
Según la Oficina del Censo en 2000 los ingresos medios por hogar en la localidad eran de $31,389 y los ingresos medios por familia eran $38,482. Los hombres tenían unos ingresos medios de $22,063 frente a los $21,944 para las mujeres. La renta per cápita para la localidad era de $14,358. Alrededor del 14.8% de la población estaban por debajo del umbral de pobreza.